# Concattedrale di Bitonto
La concattedrale di Bitonto, nota anche come duomo di Bitonto, è la chiesa concattedrale dell'arcidiocesi di Bari-Bitonto e monumento nazionale italiano. Principale luogo di culto della città di Bitonto, è dedicata a  Santa Maria Assunta. È stata riconosciuta come l'esempio più completo dell'architettura romanica pugliese.
La concattedrale è stata innalzata nel corso del XII secolo su modello della basilica di San Nicola di Bari e conserva al suo interno un ambone e un mosaico musivo di grande interesse.

## Storia
La fondazione di un edificio precedente all'attuale, e di cui si sono rinvenuti i resti negli ultimi restauri, è data al 1087 e compiuta nel 1095, dando fede a quanto contenuto in un documento della chiesa di San Silvestro; nel 1114 è avvenuta la consacrazione, probabilmente riferita a questo primo edificio.
L'attuale costruzione fu innalzata nel centro della città tra il XII secolo e il XIII secolo. L'impianto generale dell'edificio fu terminato entro la fine del XII secolo. Entro la metà del duecento venne completata la decorazione interna ed esterna, per esempio l'ambone, il portale maggiore ed il finestrone nell'abside.

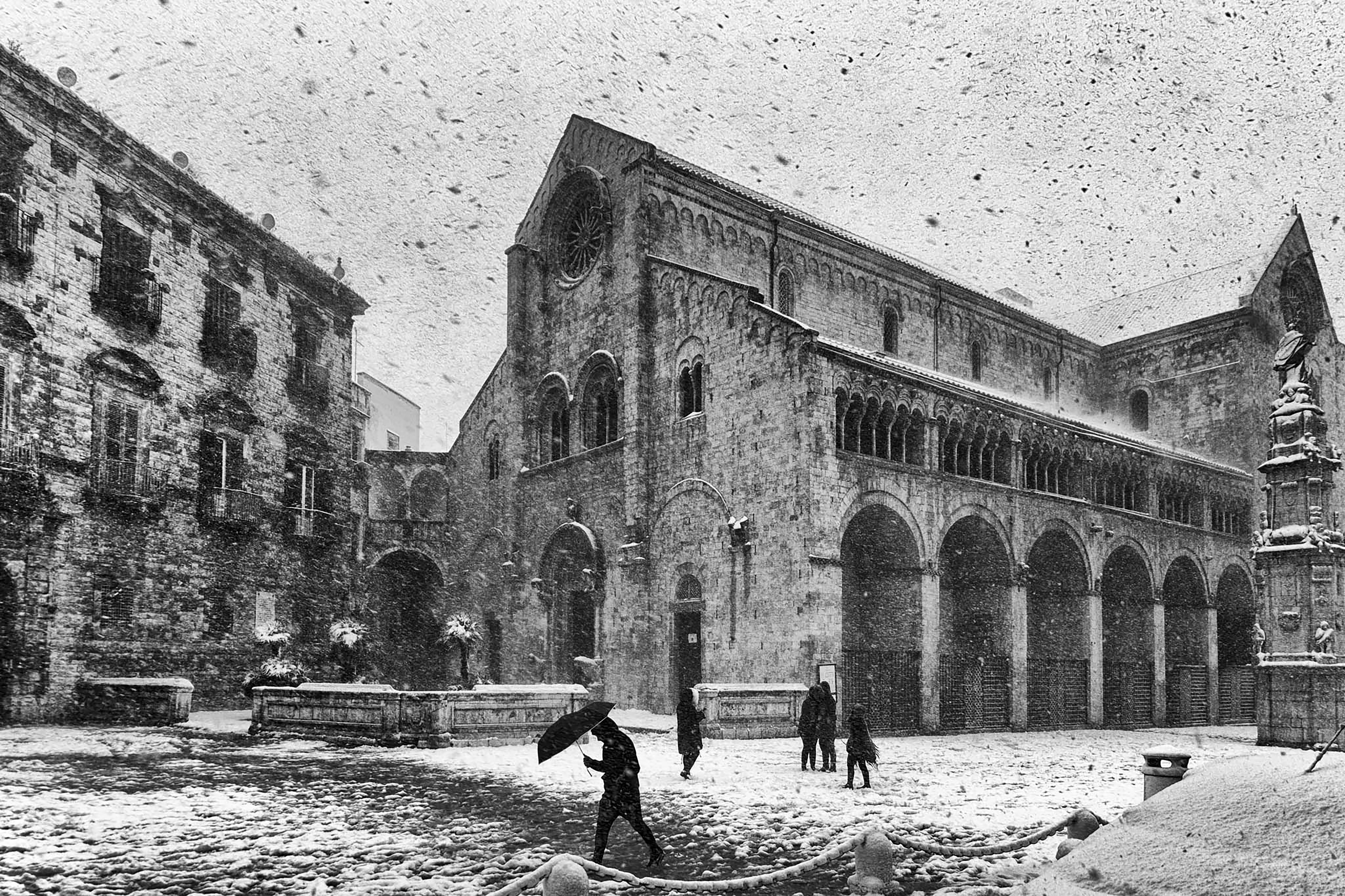
Bitonto - Piazza Cattedrale

La costruzione, in stile romanico pugliese su modello della basilica di San Nicola di Bari, segue le forme mature del romanico pugliese; sono rilevanti il portale riccamente scolpito e il rosone, il primo in Puglia con sovrarco sormontato da una sfinge e fiancheggiato da due leoni su colonnine pensili. Nella cripta è stato rinvenuto un mosaico raffigurante un grifone. La struttura doveva essere preceduta da un portico, come attestano i resti d'imposte d'archi sui piloni della facciata, ma in realtà non fu mai costruito.
L'esistenza della diocesi di Bitonto, secondo le fonti scritte, risale al 1089, quando era guidata dal vescovo Arnolfo, ed è perdurata sino al 1986, quando è stata unita all'arcidiocesi di Bari.
È sede della parrocchia di Santa Maria Assunta.

## Esterno

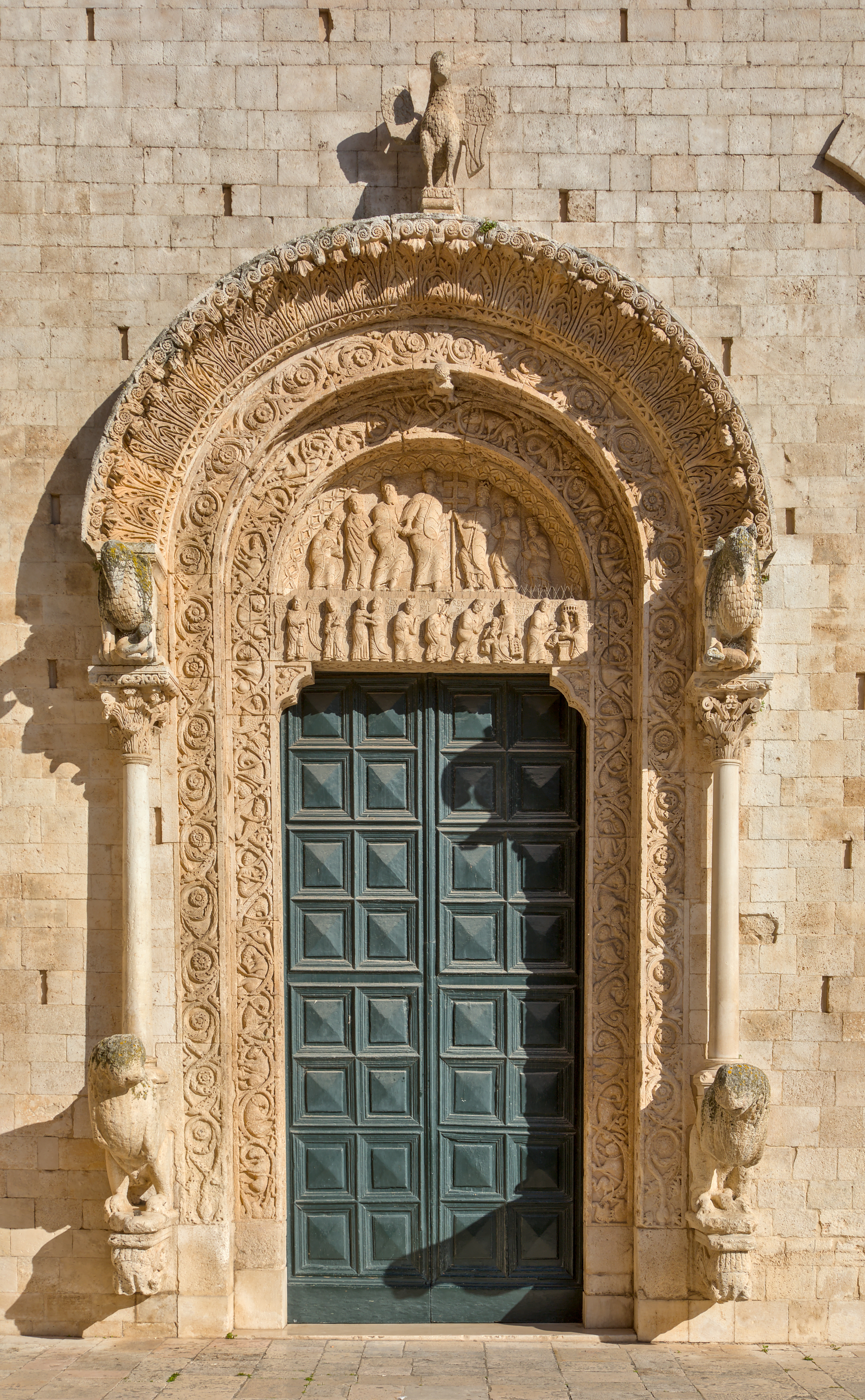
Il portale centrale

La facciata, a salienti, si presenta tripartita da lesene per tutta l'altezza della navata centrale che idealmente delimitano. Ciascuna delle tre parti è dotata di un portale. Quello centrale, riccamente scolpito, presenta un doppio archivolto, ornato con figure animali e vegetali, su cui si erge un sovrarco, riccamente scolpito con foglie d'acanto e sormontato da un pellicano, uccello che, nella leggenda, offre il suo cuore ai figli affamati, e simboleggia pertanto la generosità della Chiesa. Il sovrarco è retto da una coppia di grifoni di pietra che tengono una preda fra gli artigli. Il tutto è a sua volta sostenuto da colonne, terminanti con capitello corinzio, poggianti su due leoni in pietra di dimensioni reali.
Nell'architrave sono scolpiti a bassorilievo, Annunciazione, Visitazione, Epifania, Presentazione di Gesù al Tempio. Nella lunetta infine è rappresentata, sempre in bassorilievo, un'Anastasis.
I restanti due portali sono più piccoli di quello centrale ma presentano entrambe stipiti ed architrave scolpiti e lunetta ad arco falcato. La lunetta del portale a sinistra di quello centrale è chiusa da una transenna.
Il registro superiore della facciata è incorniciato da archetti pensili ed è arricchito con quattro bifore: una nelle sezioni laterali mentre le altre due sono affiancate nella sezione centrale. Queste due sono adornate con due colonnine che sostengono il rispettivo sovrarco. Sulle bifore si erge un rosone a sedici bracci, inquadrato da un'edicola arcuata con sovrarco sormontato da una sfinge e sorretto dalle sculture di due leoni.

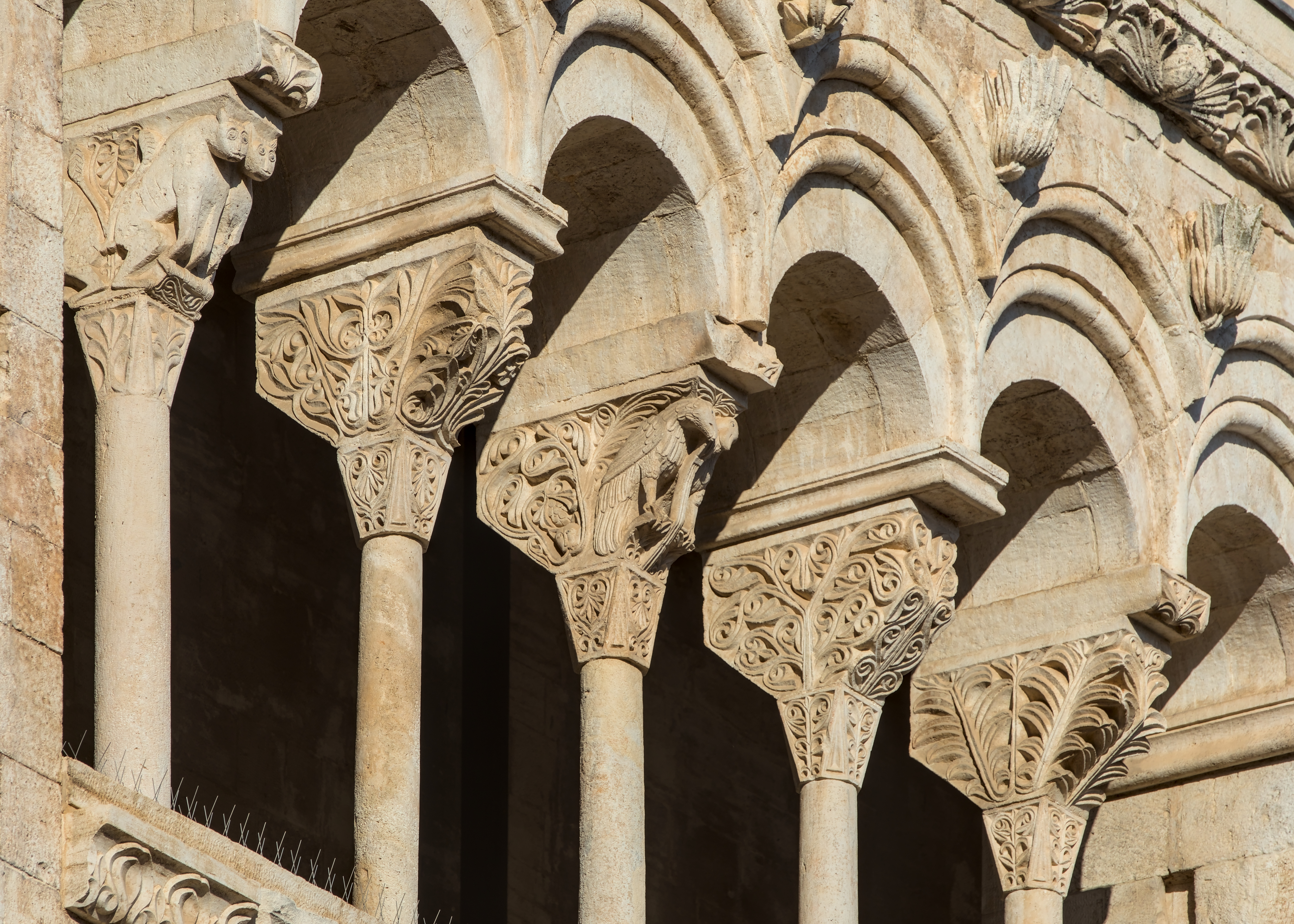
Loggiato meridionale

Il fianco meridionale, che si affaccia sulla piazza, presenta un loggiato formato da sei esafore, con colonnine e capitelli scolpiti con protomi (teste) umane tutte differenti tra loro. Sotto ogni esafora si apre una profonda arcata, chiusa da una finestrella ogivale, tranne l'ultima, che presenta un portale detto Porta della scomunica: da qui papa Gregorio IX scomunicò infatti Federico II accusandolo di essere sceso a patti con il sultano Al Kamil durante la crociata del 1227. Sopra il portale si erge una monofora chiusa da transenna.
Il fianco settentrionale differisce per la presenza, al posto delle esafore, di sei monofore disposte in modo simmetrico.

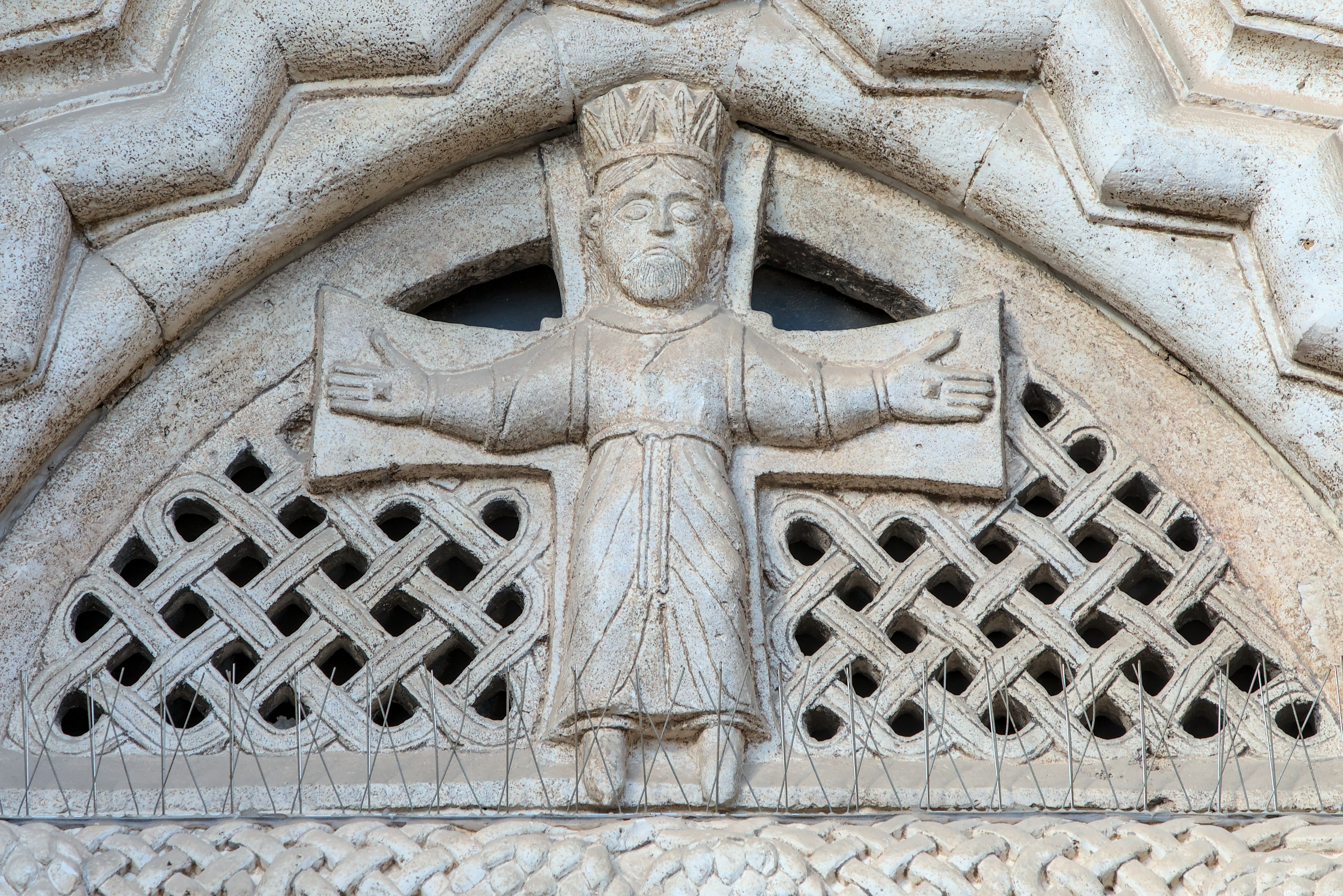
Parte sommitale della Porta della Scomunica: Cristo coronato e con tunica, del tipo "a quattro chiodi".

La copertura segue il profilo della facciata, sicché la navata centrale si trova delimitata nella parte alta da due pareti esterne. Queste ultime sono aperte da quattro monofore equidistanti, anch'esse chiuse da transenne, e coronate da archetti pensili. Le testate del transetto continuano idealmente le pareti della navata centrale. Le facciate presentano sulla parte superiore quattro bifore, le due in basso adornate con doppi archivolti.
La testata meridionale differisce dall'altra per la presenza di un rosone, anch'esso, come quello della facciata, con sovrarco sormontato da una sfinge e retto da due grifoni ma meno scolpito e decorato. Al suo posto la testata settentrionale presenta un foro rotondo.
La zona absidale è chiusa da tre pareti: due che vanno ad unirsi con quella anteriore delle testate, e il muro posteriore.
La parte settentrionale di queste pareti ingloba il campanile, più volte rimaneggiato (nel 1486-88 e nel 1630) e rifatto in tempi recenti.
Una serie di arcate cieche, racchiuse due a due da un arco più ampio a mo' di bifore, si aprono, in basso, nella parte posteriore della concattedrale: le pareti laterali contano tre coppie di arcate cieche, mentre il muro posteriore ne conta quattro, con le due interne separate da un'arcata singola. Sopra di essa si erge un gran finestrone con ornamento simile al portale principale: due leoni che sorreggono due colonne e, sui capitelli, due grifi che sorreggono un sovrarco riccamente scolpito. Più in alto compare un grande arco di tipo moresco.
Tra la concattedrale e il palazzo De Lerma, adiacente alla parte destra della facciata della concattedrale, si erge una loggia cinquecentesca con soluzione ad angolo. La loggia realizzata dal vescovo Carafa è in pieno stile rinascimentale ed è chiamata loggia delle benedizioni.

## Interno

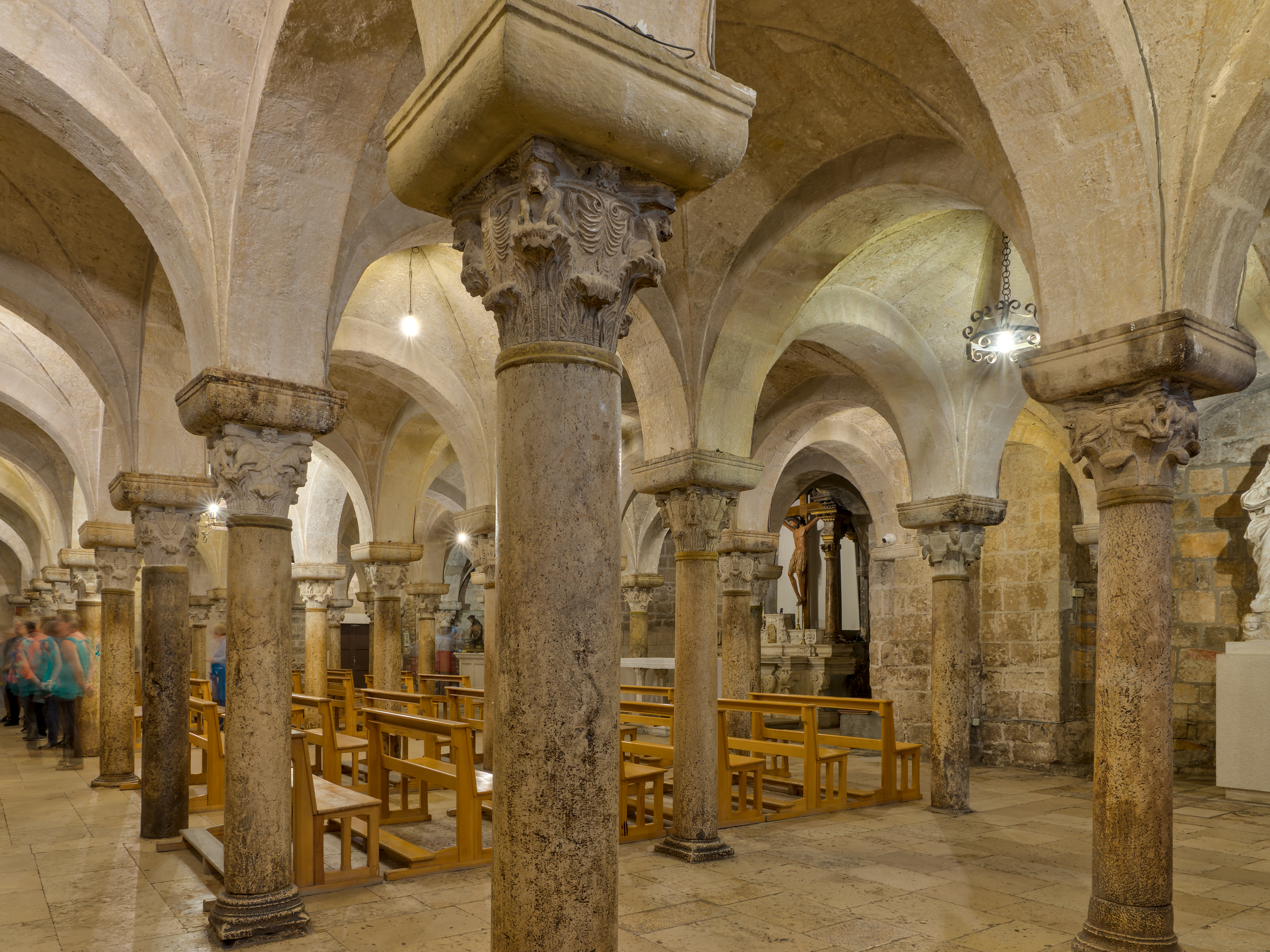
La cripta

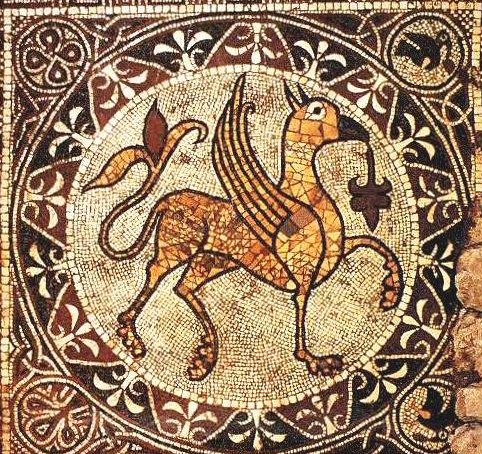
Grifone a mosaico

L'interno, attualmente si presenta debarocchizzato con copertura a capriate realizzate alla fine dell'Ottocento su progetto di Ettore Bernich. Si sviluppa su un impianto a croce latina è diviso in tre navate ciascuna terminante con un'abside semicircolare. Come molte chiese pugliesi, anche la concattedrale di Bitonto è stata rivestita nel XVIII secolo da stucchi e decori barocchi, ma l'aspetto originario venne ripristinato nel corso dei restauri ottocenteschi.

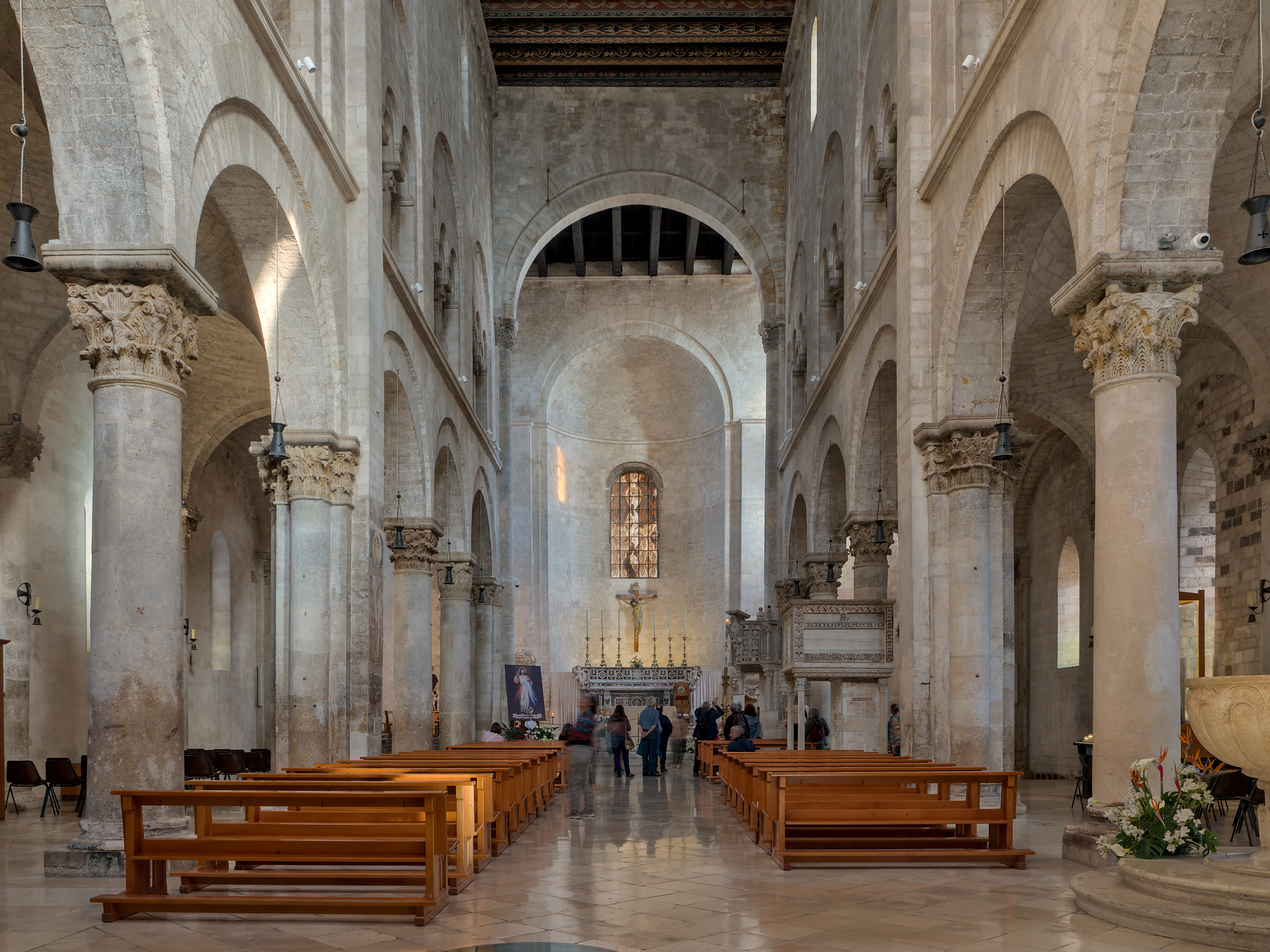
La navata centrale

Ai lati dell'abside centrale, più grande di quelle laterali, si notano due pilastri che avrebbero dovuto sostenere una cupola mai costruita. La navata centrale e il transetto sono coperti da un soffitto a capriate lignee con decorazione policroma, mentre le navate laterali, sormontate da matronei, sono coperte con volte a vela. La navata centrale è separata dalle altre con sei colonne a capitello corinzio su cui poggiano sei archi falcati. Sopra i sei archi sono presenti sei trifore che decorano i matronei. Sotto la seconda arcata destra si trova la monolitica vasca battesimale. Essa è ricamata con arcatine che presentano motivi vegetali ed è sostenuta da una colonna decorata con arcatine a motivi vegetali diversi dalla vasca. Di particolare pregio è il capitello nella fila di sinistra, raffigurante l'ascesa in cielo di Alessandro Magno sul carro trainato da due grifoni e la successiva rovinosa caduta: è il cosiddetto "Volo di Alessandro", un'iconografia molto frequentata nel romanico, derivata da un episodio della tradizione antica del Romanzo di Alessandro dello Pseudo-Callistene.
Lungo il muro della facciata, all'altezza del portale principale, è situato un ballatoio con parapetto a transenne in pietra, ideato dall'architetto Ettore Bernich. Lungo la base del ballatoio corrono cinque archetti.
Ai lati del portale sono collocati due sepolcri in stile barocco, a destra quello del vescovo Musso mentre a sinistra quello del vescovo Barba.
Il pulpito in marmo è la ricostruzione settecentesca di pezzi erratici dell'ambone e del ciborio di Gualtiero da Foggia (1240). Si presenta come una cassa rettangolare sostenuta da quattro colonne. La facciata anteriore è composto da frammenti scultorei di grande qualità e presenta motivi geometrici e vegetali e vetri colorati. Un pezzo importante è l'ambone scolpito e decorato con intagli e trafori di grande qualità.
Al di sotto della chiesa maggiore si estende la cripta, coperta da volte a crociera, sostenute da 36 colonne di riuso, provenienti dall'antico tempio di Minerva, con capitelli decorati con motivi zoomorfi e fitomorfi.
Dalla cripta si accede alla chiesa paleocristiana che conserva i resti di una chiesa precedente (V-VI secolo). Gli scavi hanno portato alla luce blocchi calcarei databili tra il IX e il X secolo.
I pavimenti della chiesa più antica, a causa della sua lunga frequentazione, subirono diversi restauri, uno dei quali comportò il rifacimento in grandi tasselli calcarei. È stato rimesso in luce un mosaico dell'XI secolo rappresentante un grifone, realizzato con la tecnica dell'opus sectile. e risalente all'XI secolo e in ottimo stato di conservazione, la cui doppia natura (corpo di leone e testa di aquila) simboleggia la natura umana e divina di Cristo. Sono evidenti le affinità stilistiche della figura musiva sopravvissuta con l'opera del presbitero Pantaleone nel mosaico di Otranto. Secondo gli storici inoltre è plausibile l'ipotesi che la cripta sia stata a sua volta costruita sui resti di un'altra chiesa.
Negli scavi sono stati rimessi in luce anche reperti di epoca precristiana, quali alcune ceramiche protostoriche e delle monete di epoca romana.

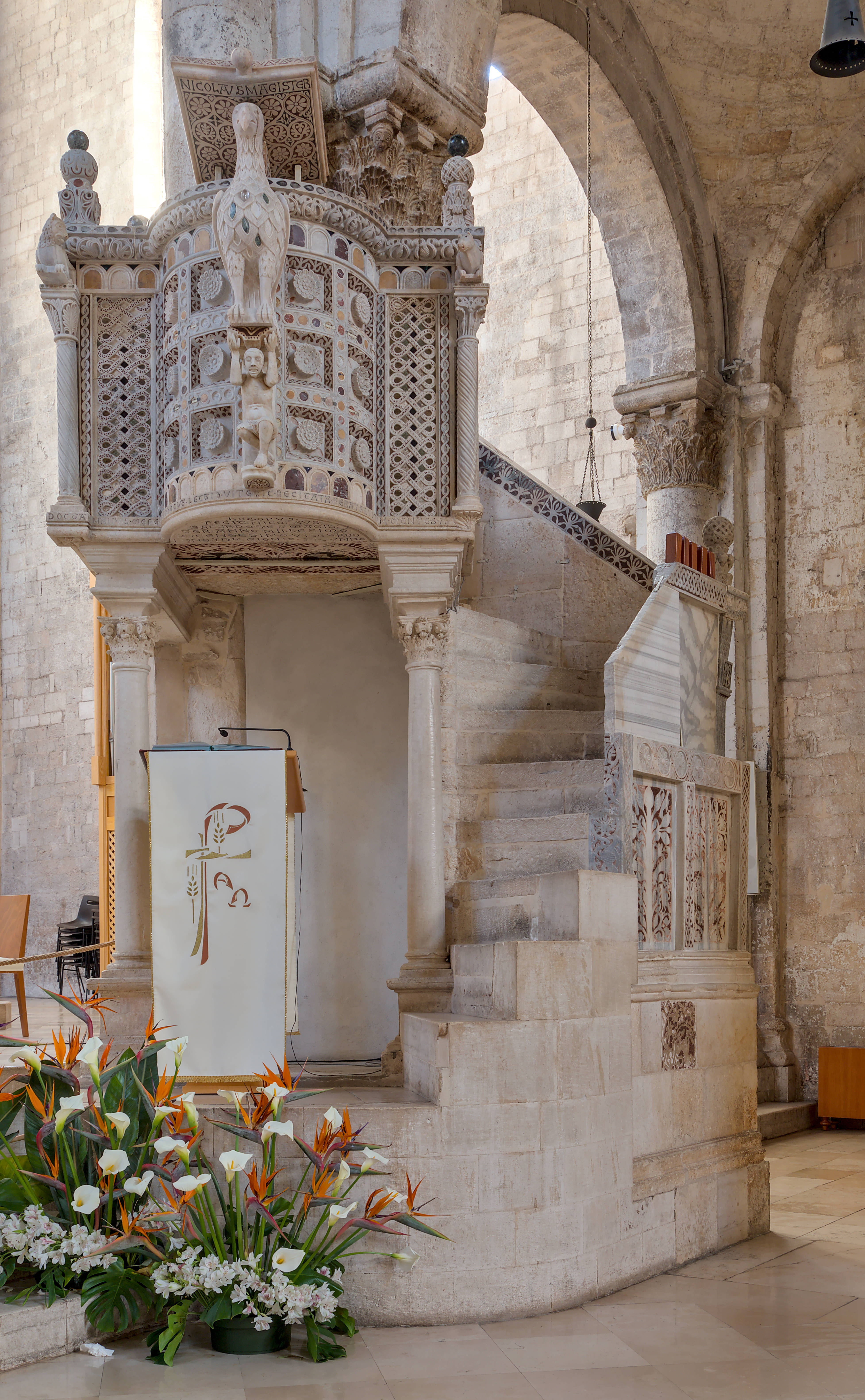
veduta dell'ambone di Nicolaus

### Ambone

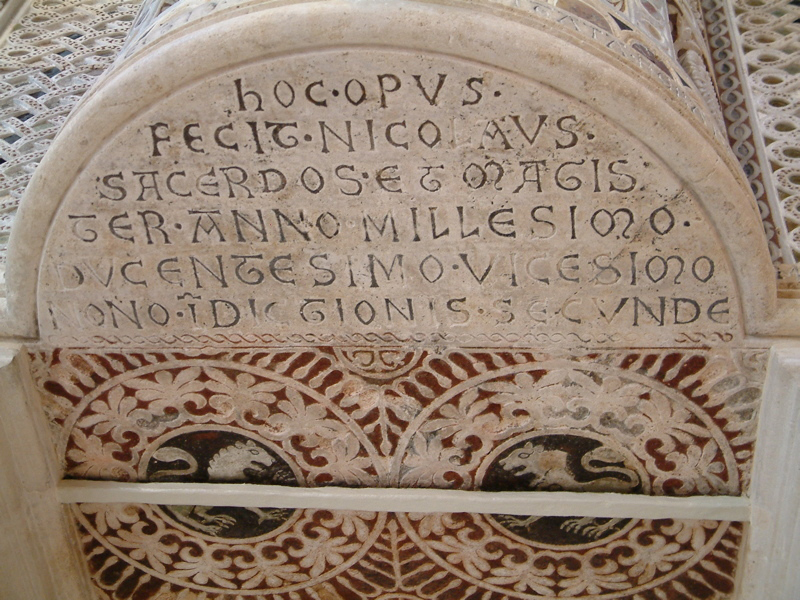
Le incisioni sull'ambone

L'ambone, oggi sistemato sul lato destro della navata centrale, ma in origine posto tra le ultime due colonne a sinistra della stessa navata è uno dei pezzi più importanti della concattedrale. Realizzato quasi interamente in marmo, possiede un lettorino riccamente scolpito con preziosi intagli e trafori, a cui si appoggia la scultura di un'aquila, sostenuta da una cariatide umana.
Sull'ambone sono scolpiti i simboli dei quattro evangelisti e sul parapetto della scala, gli imperatori svevi Federico I Barbarossa, Enrico VI, Federico II e suo figlio Corrado. L'iscrizione posta sotto il lettorino (HOC OPUS/FECIT NICOLAUS/SACERDOS ET MAGIS/TER ANNO MILLESIMO/DUCENTESIMO VICESIMO/NONO ĨDICTIONIS SECUNDE) attribuisce la realizzazione dell'ambone al prete Nicola, che partecipò anche alla costruzione del campanile della cattedrale di Trani, e lo data al 1229. La forma si rifà a importanti esempi ottoniani, come il pulpito di Enrico II nella cattedrale di Aquisgrana.
Un altro fattore importante è la tecnica di lavorazione molto avanzata e non riscontrabile in altri pezzi di altre chiese pugliesi. Questo avvalora l'ipotesi della presenza di una scuola d'arte molto importante nel centro bitontino.
Federico II probabilmente visitò Bitonto in occasione di un dictamen pronunciato dall'abate e diacono barese Nicolaus, all'interno della concattedrale di Bitonto, in lode all'imperatore. La data della visita è tuttora incerta ma è collocabile tra 1229 e il 1236. Probabilmente, l'ambone è stato realizzato proprio in onore dell'arrivo in città dell'imperatore.

## Galleria d'immagini

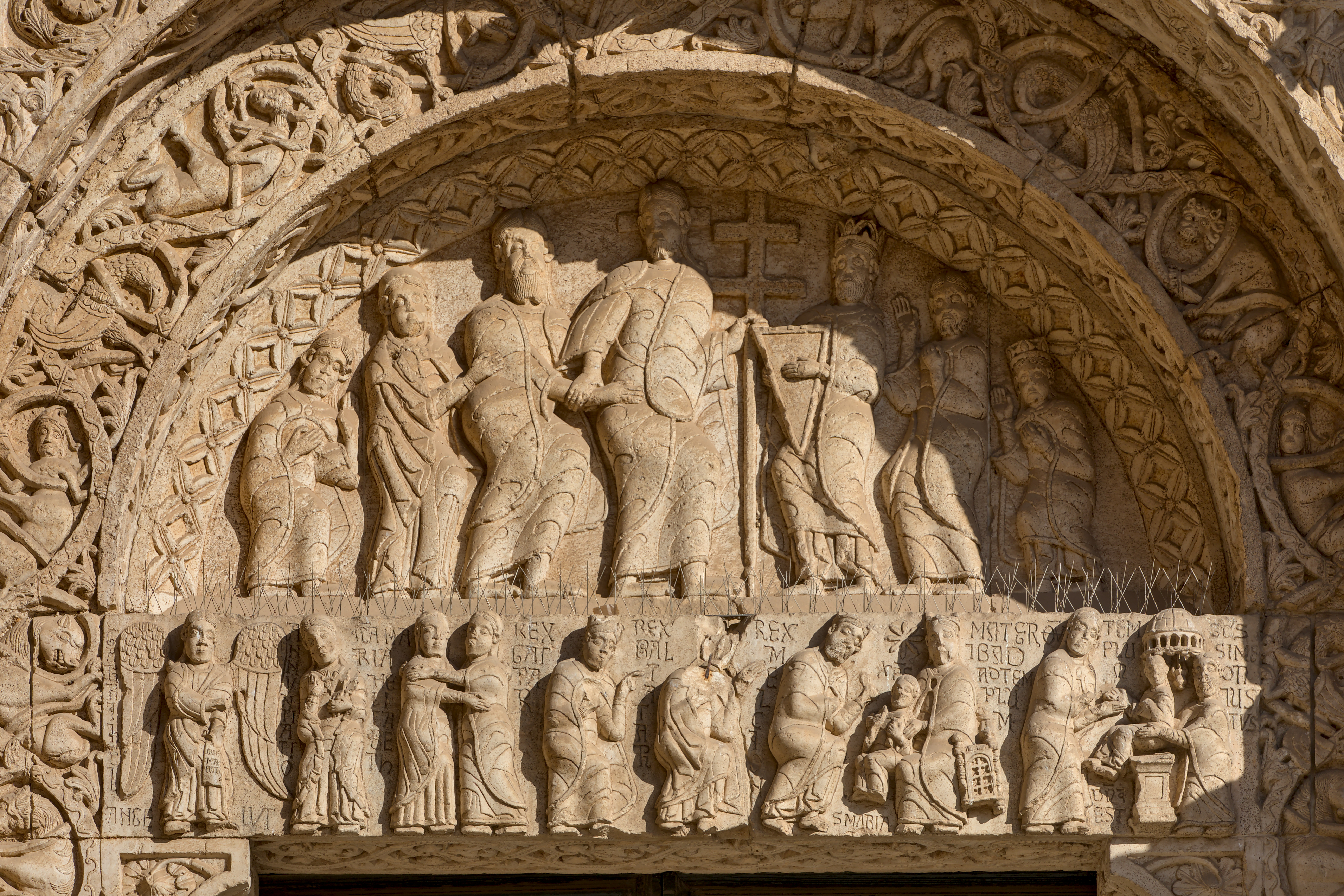
Particolare del portale
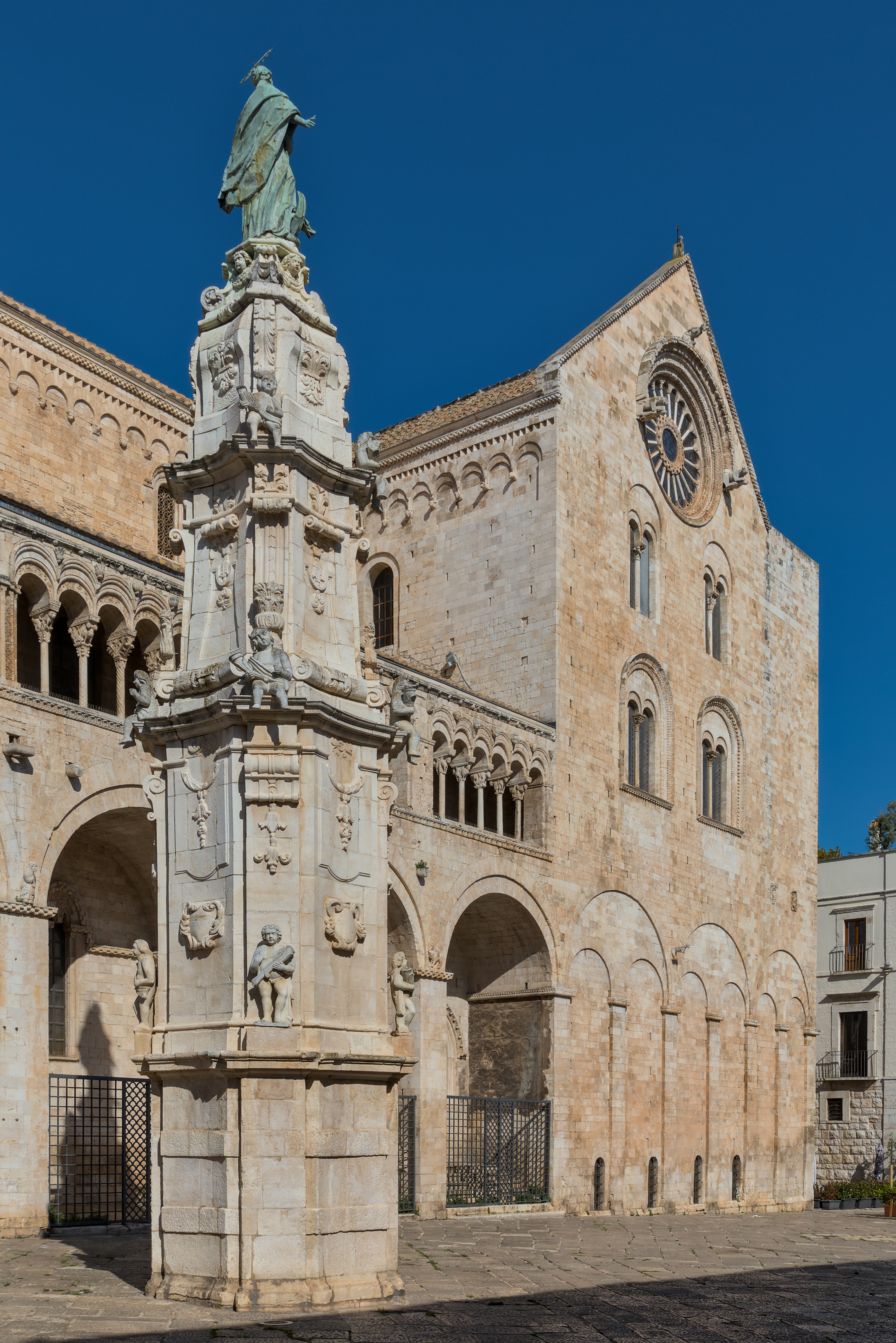
Vista della guglia con il transetto
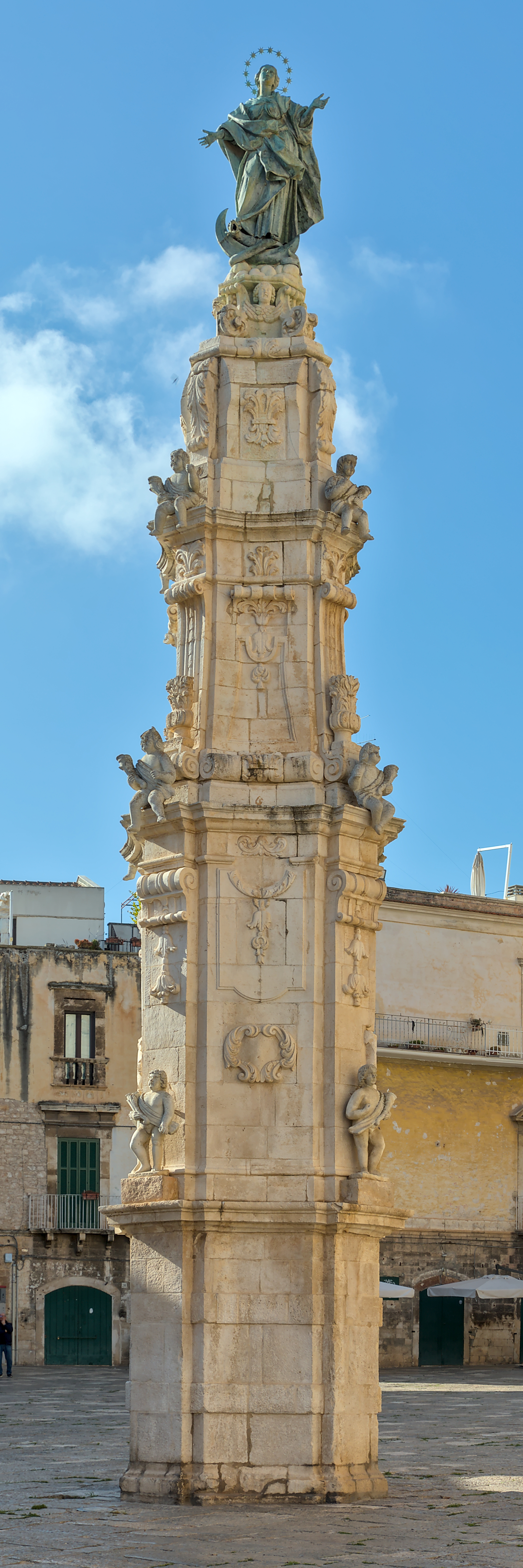
Vista frontale della guglia dell'Immacolata
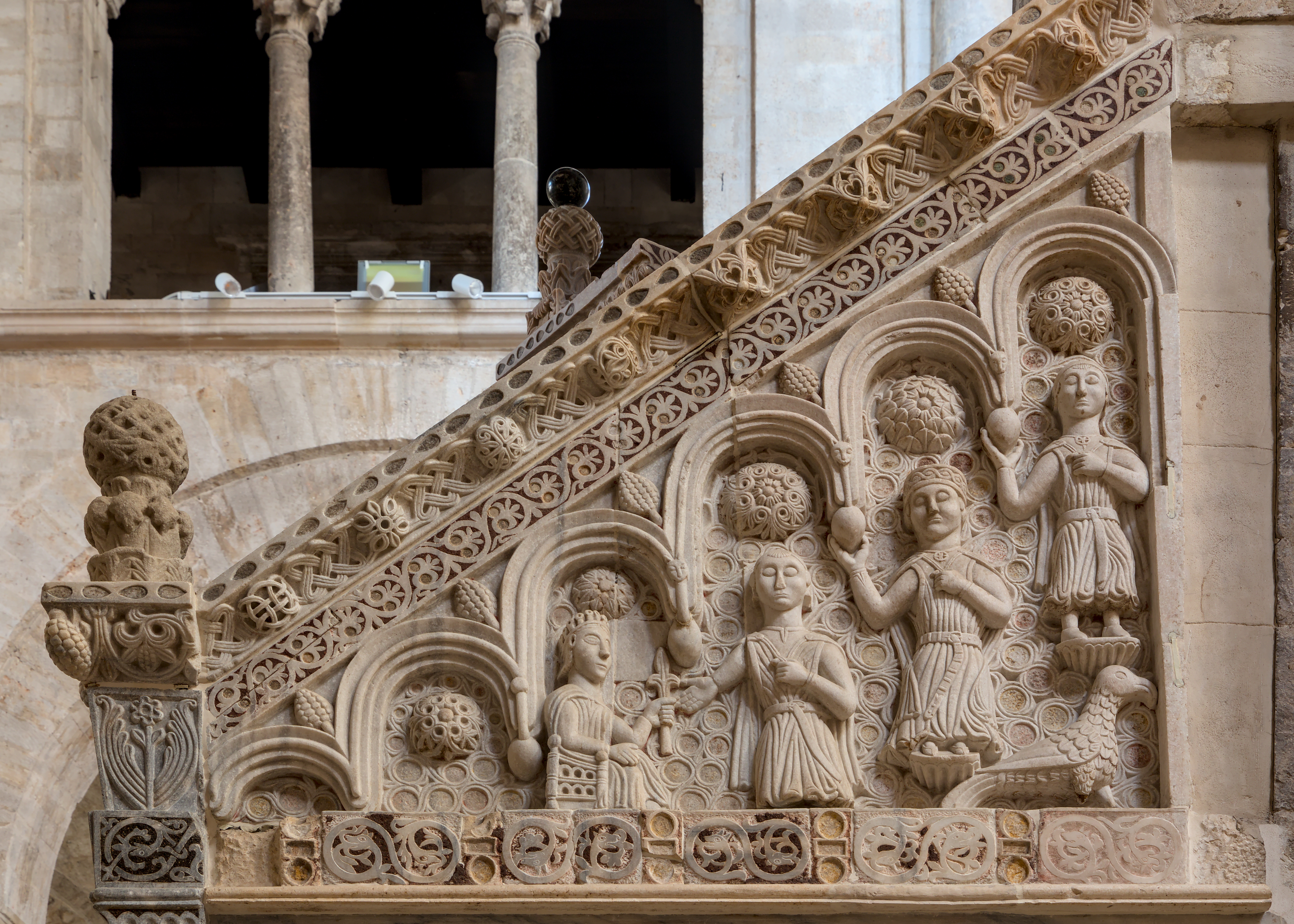
Il parapetto della scala dell'ambone